# Corinth (Arkansas)
Corinth es un pueblo ubicado en el condado de Yell en el estado estadounidense de Arkansas. En el Censo de 2010 tenía una población de 70 habitantes y una densidad poblacional de 8,31 personas por km².

## Geografía
Corinth se encuentra ubicado en las coordenadas 35°4′10″N 93°25′12″O / 35.06944, -93.42000. Según la Oficina del Censo de los Estados Unidos, Corinth tiene una superficie total de 8.43 km², de la cual 8.17 km² corresponden a tierra firme y (3.07%) 0.26 km² es agua.

## Demografía
Según el censo de 2010, había 70 personas residiendo en Corinth. La densidad de población era de 8,31 hab./km². De los 70 habitantes, Corinth estaba compuesto por el 92.86% blancos, el 0% eran afroamericanos, el 1.43% eran amerindios, el 0% eran asiáticos, el 0% eran isleños del Pacífico, el 5.71% eran de otras razas y el 0% pertenecían a dos o más razas. Del total de la población el 38.57% eran hispanos o latinos de cualquier raza.